# Ô giấy dầu

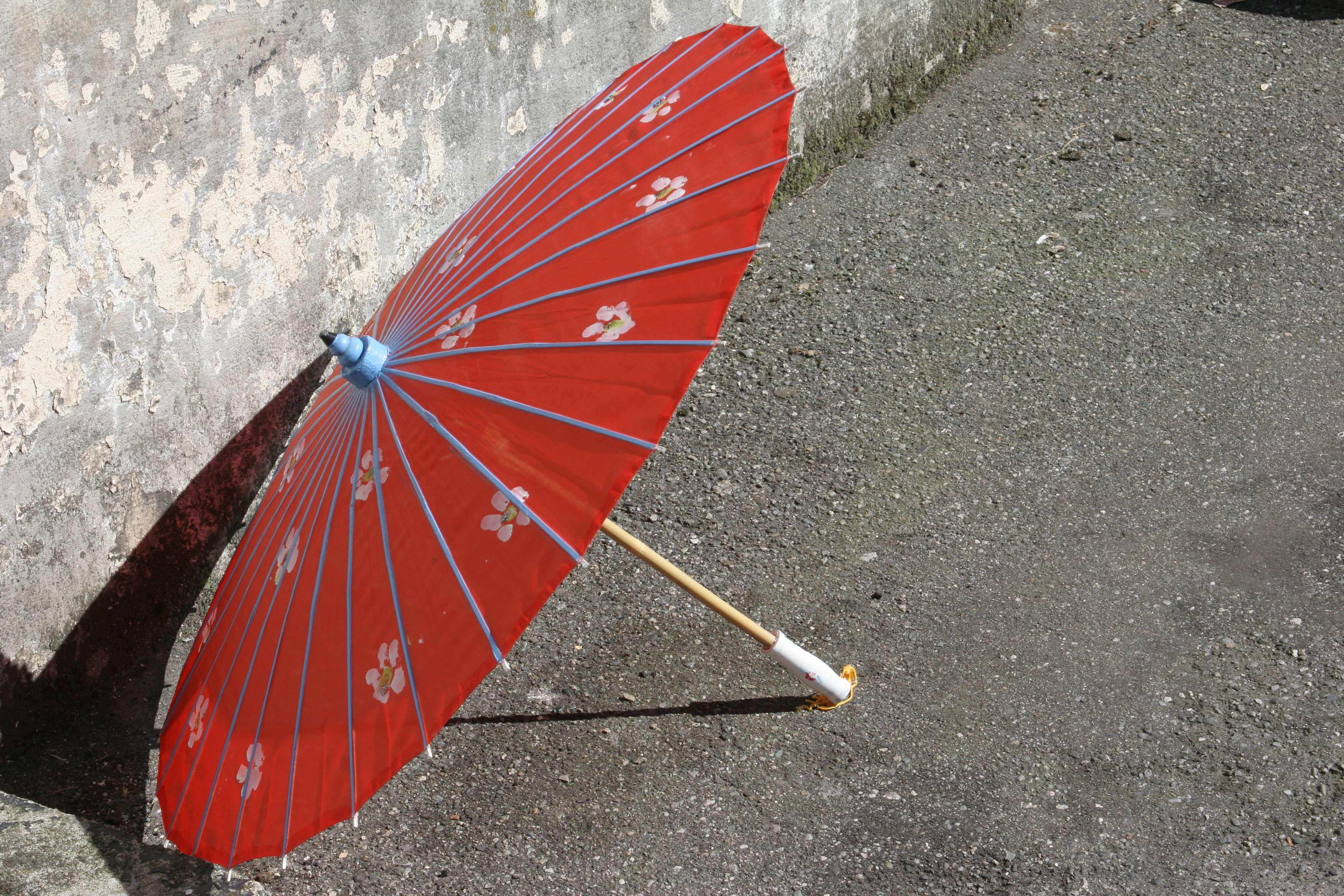
Ô giấy dầu Trung Quốc

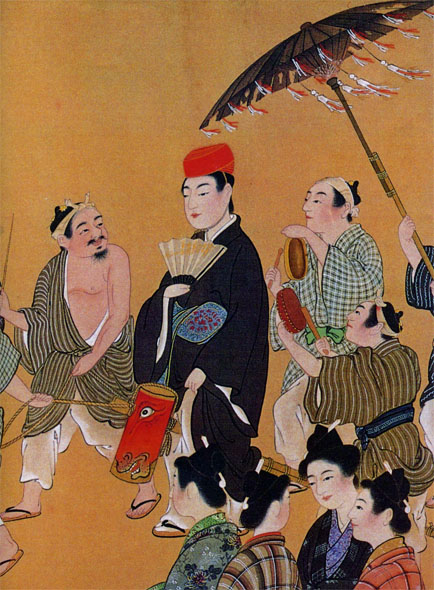
Ô giấy trong đám cưới, hình vẽ xưa của Vương quốc Lưu Cầu

Ô giấy dầu (giản thể: 油纸伞; phồn thể: 油紙傘; bính âm: yóuzhǐ sǎn; Việt bính: jau4 zi2 saan3; Hán Việt: du chỉ tản) là một loại ô (dù) giấy có nguồn gốc ở Trung Quốc. Kiểu ô làm bằng giấy dầu này đã truyền khắp châu Á, như Nhật Bản, Hàn Quốc, Malaysia, Myanmar, Bangladesh, Ấn Độ, Sri Lanka, Việt Nam, Thái Lan và Lào. Người dân ở các quốc gia này đã tiếp tục phát triển những chiếc ô giấy dầu với các đặc tính khác nhau. Khi người Khách Gia chuyển đến Đài Loan, chiếc ô giấy dầu cũng bắt đầu phát triển ở Đài Loan.
Ngoài mục đích che mưa, che nắng, những chiếc ô bằng giấy dầu cũng là vật dụng cần thiết trong đám cưới. Trong cả hai đám cưới truyền thống Trung Quốc và Nhật Bản, người phù dâu dùng ô giấy dầu che cô dâu khi cô dâu đến để tránh những linh hồn ma quỷ. Ô màu tím là một biểu tượng của sự trường thọ cho người già, trong khi các ô màu trắng được sử dụng trong đám tang. Ô giấy dầu cũng được sử dụng làm đạo cụ trong những vũ điệu truyền thống của Nhật Bản và tiệc trà.
Trong thời kỳ đầu xã hội Khách Gia, hai chiếc ô đã được thường được cho là của hồi môn, do các "giấy" và "trẻ em" trong tiếng Trung là hai từ đồng âm (đọc gần như "chự"), tượng trưng cho một lời cầu chúc cho người phụ nữ "sớm sinh hạ một đứa con trai", một lời cầu chúc tốt lành cho cặp vợ chồng mới cưới vào lúc đó. Ngoài ra, do "chiếc ô" (傘) có 4 chữ "nhân" (人), tặng ô làm quà biểu thị cho một lời cầu chúc cho cặp vợ chồng mới cưới có con trai và cháu trai. Ngoài ra, vì chữ "dầu" và chữ "hữu" đồng âm, và ô dù mở ra thành một hình tròn, tượng trưng cho một cuộc sống hạnh phúc, đầy đủ. Đây cũng là phong tục để tặng một chiếc ô để một người đàn ông trẻ 16 tuổi tại buổi lễ trưởng thành.
Trong lễ kỷ niệm tôn giáo, những chiếc ô giấy dầu thường được thấy che trên ghế kiệu thiêng liêng, được sử dụng để che mưa nắng, còn để xua đuổi tà ma.
Trong thời hiện đại, ô giấy chủ yếu được bán như tác phẩm nghệ thuật, quà lưu niệm. Người Việt Nam không có loại ô này, nhất là các dân tộc Tây Bắc phải nhập khẩu từ Trung Quốc về tiêu thụ. Ở Trung Quốc, nó còn dùng cho biểu diễn sân khấu hay cosplay nhân vật trong phim cổ trang. Ở Thái Lan, ô giấy dầu có tên là ร่มผ้าเคลือบน้ำมัน.

## Lịch sử
Sự lây lan của ô giấy dầu được bắt đầu bởi phát minh của Vân (雲), vợ của Lỗ Ban (魯班). "Chặt tre thành dải mỏng, phủ lông động vật, đóng lại để trở thành cây gậy, mở ra như hình nón." Nhưng vật liệu ô ban đầu chủ yếu là lông vũ hoặc lụa, sau đó được thay thế bằng giấy. Khi ô giấy dầu xuất hiện lần đầu tiên là không rõ. Một số ước tính rằng chúng lan rộng sang Hàn Quốc và Nhật Bản trong triều đại nhà Đường. Nó thường được gọi là "chiếc ô giấy dầu xanh" trong triều đại nhà Tống. Sự phổ biến ngày càng tăng và chiếc ô giấy dầu trở nên phổ biến trong triều đại nhà Minh. Chúng thường được đề cập trong văn học phổ biến Trung Quốc. Vào thế kỷ 19, ô giấy dầu là một mặt hàng phổ biến trong thương mại quốc tế.

## Quy trình sản xuất cơ bản
Quy trình sản xuất và các thủ tục cần thiết là khác nhau ở mỗi khu vực. Tuy nhiên, nói chung, chúng có thể được chia thành bốn bước chính:
1. Tre được chọn lựa kỹ.
2. Tre được chế tác và ngâm trong nước. Sau đó nó được sấy khô dưới ánh mặt trời, khoan lỗ, luồn và lắp ráp thành một bộ khung.
3. Giấy dầu được cắt và dán lên khung tre. Nó được cắt tỉa, bôi keo dán và tiếp xúc với ánh sáng mặt trời.
4. Cuối cùng, các mẫu hoa văn được vẽ trên ô.

## Ô giấy dầu ở Trung Quốc
Nghệ thuật của những chiếc ô giấy dầu kiểu Trung Quốc chủ yếu tập trung vào bức tranh đen trắng truyền thống của Trung Quốc như hoa, chim và phong cảnh. Những người khác bao gồm những cảnh trong văn học nổi tiếng của Trung Quốc, như Hồng lâu mộng và Tây sương ký. Tuy nhiên, một số có thư pháp Trung Quốc thay vì tranh. Tuy nhiên, màu sắc truyền thống được giữ trên cán cầm và khung của chiếc ô để duy trì sự cổ xưa.

## Ô giấy dầu ở Thái Lan

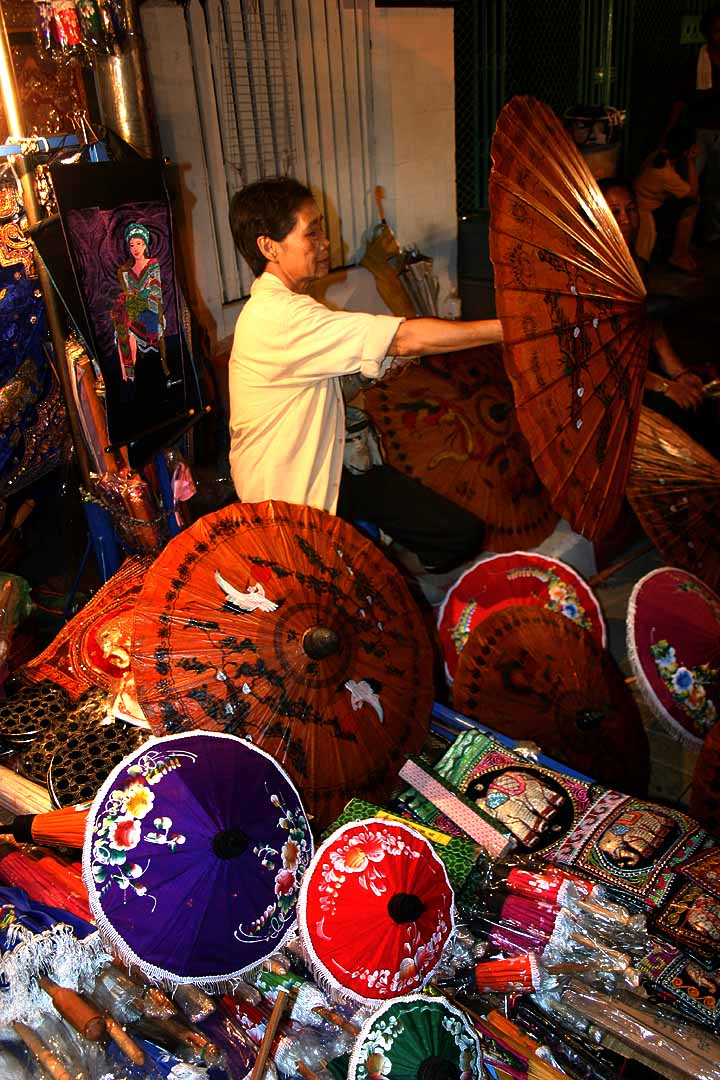
Một phiên chợ bán ô giấy, Chiangmai

Nghệ thuật ô dù bằng giấy dầu ở miền Bắc Thái Lan, hay Chiang Mai có từ khoảng hai trăm năm. Khung ô và cán ô được làm từ những thanh tre xanh, màu sắc và hình ảnh phong phú bao gồm hình ảnh của phong cảnh, động vật, con người và hoa. Các bề mặt ô có thể có một hình vuông ngoài hình tròn truyền thống. Những chiếc ô giấy dầu ở Thái Lan có những nét độc đáo, thường lôi kéo khách du lịch mua chúng. Trong số một số loại, nổi tiếng nhất là những loại được làm trong làng Bo Sang. Hầu hết nông dân sản xuất ô giấy dầu trong thời gian rảnh trong các nhà máy chuyên dụng.